# María Romero Meneses
María Romero Meneses (13 janvier 1902 - 7 juillet 1977), était une religieuse nicaraguayenne, de l'Institut des Filles de Marie-Auxiliatrice. Missionnaire au Costa Rica, elle œuvra dans le domaine social et notamment pour l'éducation de la jeunesse. Elle est vénérée comme bienheureuse par l'Église catholique.

## Biographie
María Romero Meneses est née le 13 janvier 1902 dans une famille aisée et religieuse de Granada, au Nicaragua. C'est au collège des Filles de Marie-Auxiliatrice qu'elle découvre la vie et l'œuvre de saint Jean Bosco. C'est dans la spiritualité salésienne que naît son projet de vie religieuse.
En 1923, elle intègre l'Institut des Filles de Marie-Auxiliatrice, dans lequel elle se distingue par son dévouement. En 1931, elle est envoyée au Costa Rica, où elle s'occupa en particulier de l'éducation de la jeunesse. Elle acquiert rapidement la sympathie de ses élèves et progressivement, de la population. Elle mena une importante action de service dans le domaine social, humanitaire et religieux de la région. Elle fonde un dispensaire pour les plus nécessiteux à San José, et en parallèle, une maison pour le catéchisme et l'alphabétisation. María Romero Meneses créa aussi les ciudadelas de María Auxiliadora, afin de donner une habitation aux personnes sans logement.
Outre ses activités caritatives, nombreux sont ceux qui vinrent chercher des conseils spirituels auprès d'elle, qui était tout connue pour sa vie mystique. Elle mourut le 7 juillet 1977.

## Béatification et canonisation
- 18 novembre 1988 : introduction de la cause en béatification et canonisation
- 18 décembre 2000 : le pape Jean-Paul II reconnaît ses vertus héroïques, lui attribuant ainsi le titre de vénérable
- 14 avril 2002 : béatification célébrée place Saint-Pierre de Rome par le pape Jean-Paul II, après la reconnaissance d'un miracle dû à son intercession.

Mémoire liturgique fixée au 7 juillet.